# 타오싱즈

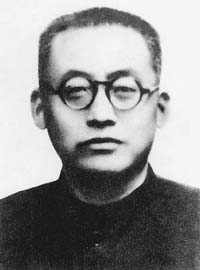
타오싱즈

타오싱즈(陶行知, 1891년 10월 18일 ~ 1946년 7월 25일)는 중국의 교육가, 학자, 사상가로 이름은 타오원쥔(陶文濬)이었는데 왕양명의 심학에 빠져 타오즈싱(陶知行)으로 개명했다가 1934년 타오싱즈라는 이름으로 다시 개명했다. 한국에서는 ‘도행지’선생이라고도 알려져 있으며, 교육가이자 학자, 사상가로 중국의 근대 교육의 개척가이다. 그는 기존에 있던 봉건적인 교육방식에 반대하여, 학생들에게 창의력발달과 인성교육을 강조시켰다. 더불어 타오싱즈 그 자신도 창조적인 형태의 학교를 여럿 개설하였으며 교육운동에 열심히 참여하였다. 그는 학생들에게 교육개혁운동에 참여하라고 격려하였으며 여성의 학교출석도 제안하였다. 이러한 그의 창조적인 교육정신은 현대 중국 교육 이론의 틀을 잡았다고 평가 받고 있다.

## 생애
- 1891년: 10월 18일 중국 안후이성(安徽省) 황산시 서셴(黃山市 歙縣, 흡현)의 가난한 농가에서 태어났다.
- 1906년: 안후이성 흡현의 숭일학당에 들어가 공부했다.
- 1914년: 진링(金陵)대학을 졸업한 뒤 미국에 유학하여 콜럼비아대학에서 존 듀이, 폴 먼로, 킬패트릭 등에게 교육학을 배웠다.
- 1917년: 유학을 마치고 귀국한 뒤에 난징고등사범학교(南京高等师范学校), 국립둥난대학(国立东南大学) 교수, 교무주임 등을 맡았다.
- 1923년: 학교를 사직한 뒤 생산교육의 실험학교인 산하이 공학단(山海工學團)을 개설하여 농민과 전쟁고아 등을 구제하고 교육시키기 위해 재야에서 활약했다.
- 1926년: 난징에 효장사범학교를 기획, 건립하고, 이곳에 교장으로 직접 취임했다.
- 1931년: 상하이로 와서 선바오(申报)의 총관리처에서 고문을 맡았고 선바오 혁신에 지대한 역할을 하였다.
- 1932년: 상해에 산해공학단을 창설했다.
- 1936년: 국민외교 사절로 임명되었다.
- 1939년: 육재학교를 창설하였다.
- 1945년: 중국민주동맹(中国民主同盟) 중앙상무위(中央常委) 겸 교육위원회(教育委员会) 주임위원 겸 교육위원회(教育委员会) 주임위원에 당선되었다.
- 1946년: 상해로 돌아와 평화민주적인 투쟁을 하며 강연하고 다니다가 지나침 과로와 스트레스로 7월 25일 갑작스럽게 뇌일혈이 발생해 세상을 떠났다.

## 사상
그는 교육을 통해 ‘공화국의 시민을 양성하는 것'을 하고자 했다. 1911년 10월 신해혁명(辛亥革命)으로 청나라가 멸망하면서 새로운 형태의 나라를 만들기 위한 논의가 시작되는데, 이때 타오싱즈는 중국식 민주공화국을 지향했고, 그때 강조한 것이 '학생자치’이다. 타오싱즈는 “교육은 나라를 세우는 근본”이라면서 이렇게 설명했다. “전제국가에 필요한 시민은 ‘통치당하는 습관’이 있어야 한다. 반면 공화국에 필요한 시민은 ‘공동으로 자치하는 능력’이 있어야 한다. 그런 시민이 있기를 원하면 반드시 먼저 공동으로 자치할 수 있는 학생이 있어야 한다.”고 말했다.그는 자치와 더불어 실천도 강조했다. “이전의 전통적인 교육에서는 정신노동자만 가르치고, 육체노동자는 가르치지 않았다. 그러다보니 일반적인 지식계급은 정신노동만 하고 육체노동을 하지 않는다. 그래서 결국엔 ‘책벌레’가 된다. 책을 가르치는 사람은 죽은 책을 가르칠 수밖에 없고, 책을 읽는 사람도 죽은 책을 읽을 수밖에 없다. 사람의 몸에는 두개의 보물이 있다. 두손과 머리다. 머리를 쓰고 손을 쓰지 않거나 손을 쓰고 머리를 쓰지 않는 것은 어리석은 짓이다. 머리와 손을 모두 쓸 수 있어야 세상을 바꿀 수 있는 인재가 된다.”
고 말했다.

## 저서
《중국교육개조(中国教育改造)》, 《고묘고종록(古庙敲钟录)》, 《재부자유담(斋夫自由谈)》등을 썼다.

## 평가
중국의 혁명가 마오쩌둥(毛澤東)은 그를 두고 ‘위대한 인민교육자’라고 했고, 중국 여류 정치가 송칭링(宋慶齡)은 ‘영원한 스승의 본보기’라 했으며, 중국 시인 궈모뤄(郭沫若)는 “2000년 전에 공자가 있었다면 2000년 후엔 타오싱즈가 있다”고 칭송했다.